# 香港專業輔導協會
香港專業輔導協會（The Hong Kong Professional Counselling Association Limited）成立於一九九五年。根據協會網頁解釋，協會目的為提升香港本地專業水平以及發展輔導服務。始創的會員為資深的從業員與學者，多參與Association of Psychological and Educational Counsellors of Asia (Hong Kong Branch)。

## 外部連結
- 香港專業輔導協會 （页面存档备份，存于）
- 亞洲輔導學報 （页面存档备份，存于）香港大學圖書館數碼化項目，Hong Kong Journals Online